# Alexander Stuhlmann
Alexander Stuhlmann (* 17. Mai 1948 in Hamburg) ist ein deutscher Manager.

## Beruflicher Werdegang
Stuhlmann studierte ab 1968 Rechtswissenschaften an der Universität Hamburg. 1973 legte er das erste Staatsexamen ab, 1976 das zweite. Anschließend war er bis 1984 in der Rechtsabteilung der Hamburgischen Landesbank beschäftigt, danach im Vorstandssekretariat (ab 1992 als Abteilungsleiter). 1996 wurde er in den Vorstand der Bank berufen, zwei Jahre später übernahm er dort den Vorsitz. In den Jahren 2003 bis 2006 war er Vorsitzender des Vorstandes der HSH Nordbank, die aus der Fusion der Hamburgischen Landesbank mit der Landesbank Schleswig-Holstein (LB Kiel) entstanden war. In seine Amtszeit fällt der Aufbau von Risikoaktiva der Bank, welche diese spätestens seit 2008 schwer belasten. Vor dem Parlamentarischen Untersuchungsausschuss verweigerte Stuhlmann 2010 die Aussage im Zusammenhang mit der HSH-Nordbank-Affäre.
Im Juli 2007 übernahm er den Posten des Vorstandsvorsitzenden der angeschlagenen WestLB (Näheres hier; er wurde Nachfolger von Thomas R. Fischer) mit der Hauptaufgabe, eine Übernahme bzw. eine Fusion mit einem starken Partner vorzubereiten.
Stuhlmann hat die Bank im März 2008 wieder verlassen; sein Nachfolger wurde Heinz Hilgert. Ende des Jahres 2008 wies die WestLB einen Verlust von 2,8 Milliarden Euro aus.
Im Oktober 2010 wurde Alexander Stuhlmann vom Landgericht Leipzig zum Geschäftsführer der Licon Wohnbau ernannt.
Er ist zudem seit Anfang 2008 Aufsichtsratsvorsitzender des Büroimmobilien-Unternehmens alstria office REIT-AG mit Sitz in Hamburg.
Bis 31. Dezember 2006 und erneut vom 1. Oktober 2007 bis 30. April 2008 war Stuhlmann Mitglied des Verwaltungsrates der DekaBank Deutsche Girozentrale.
Stuhlmann ist Aufsichtsratsvorsitzender der HCI Capital AG
Zudem sitzt er u. a. in Kontrollgremien der LBS Schleswig Holstein-Hamburg AG, der Ludwig Görtz GmbH und der Capital Stage AG.
Bis Juni 2010 war er Mitglied im Aufsichtsrat des BVV (Versicherungsverein des Bankgewerbes).
Stuhlmann ist außerdem Mitglied des Kuratoriums der „Stiftung Nachbarschaft“ des Hamburger Wohnungsunternehmens SAGA.